# USS 엑셀시어
USS 엑셀시어(영어: USS Excelsior NX-2000/NCC-2000)는 스타 트렉에 나오는 가공의 엑셀시어급 함선이다. 엑셀시어 계열 함선의 프로토타입으로 스타 트렉의 엔터프라이즈-B (NCC-1701-B)도 엑셀시어 계열이다. '엑셀시어'(Excelsior)라는 단어는 원래 뉴욕 주의 표어로, 'Higher and higher'(높이 더 높이)라는 뜻이다.
처음 언급되는 엑셀시어는 스타 트렉 III: 스팍을 찾아서에서 언급된다. 또한 스타 트렉 VI: 미지의 세계에서도 시작과 끝에 나온다. 스타 트렉 VI: 미지의 세계 에서는, 엔터프라이즈-A를 도와서 클링온 과격파 함선을 파괴한다.(이전에 엔터프라이즈-A가 광자어뢰를 수동탑재하여 발사함.)
엑셀시어는 제식번호 NX-2000은 2285년, NCC-2000은 2290년 진수되어 2370년 기준 활동 중이다.

## 장교
1. 제1대 함장 : ? (2285/2290 ~ 2293)
2. 제2대 함장 : 히카루 술루 (2293 ~ )